# Iharana

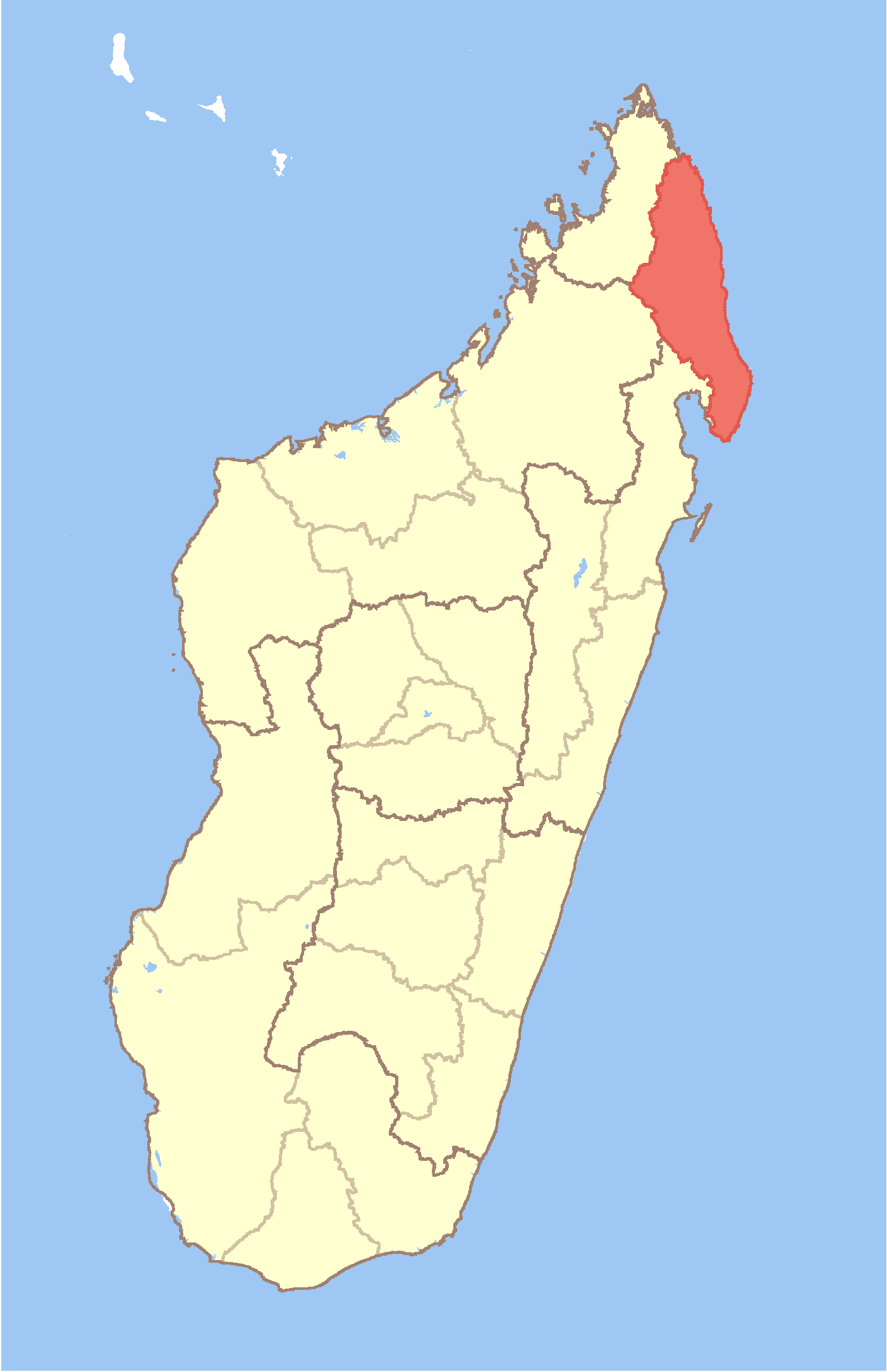
Savaregionen på karta över Madagaskar.

Iharana (även Vohemar eller Vohimarina) är en ort, kuststad, samt kommun (Malagassiska: kaominina) på norra Madagaskar. Det är beläget i distriktet Vohemar som ligger i regionen Sava i provinsen Antsiranana. Kommunens befolkning uppskattades till omkring 15 000 i 2001 års kommunfolkräkning.
I Vohemar finns både en lokal flygplats och en hamn. Utöver primär skola erbjuder staden ytterligare utbildning, både för yngre och äldre. Staden har sjukvård åt sina medborgare. 25 respektive 5 procent av den arbetande befolkning har jordbruk och boskapsuppfödning som yrke. Den viktigaste grödan är maniok. Andra viktiga produkter är jordnötter, majs och ris. Arbete inom industri- och servicesektorerna är 20 respektive 45 procent av den arbetande befolkningens yrke. 10 procent arbetar med fiske.